# St. Jakob (Mittelsinn)

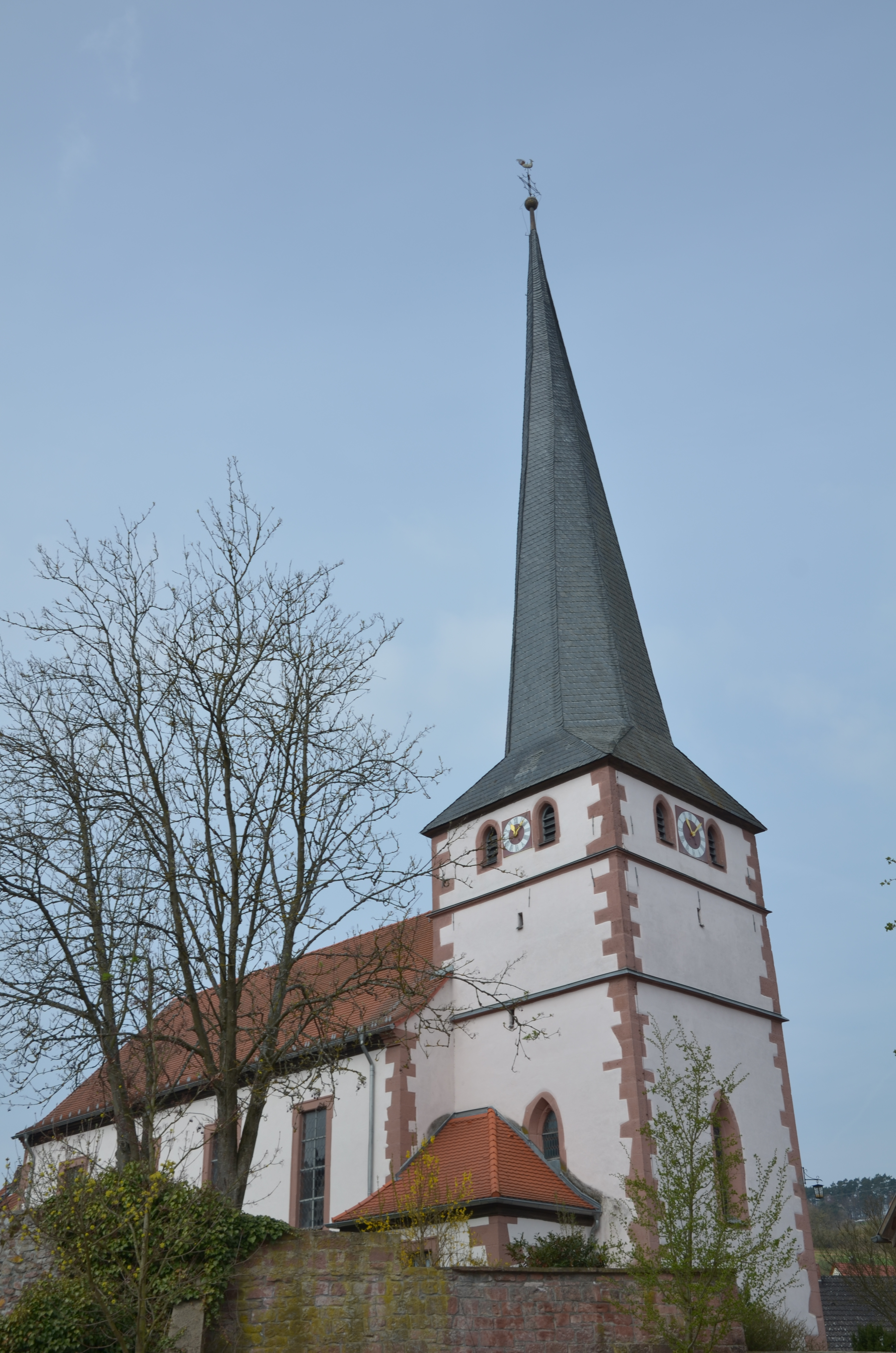
Die Kirche St. Jakob in Mittelsinn

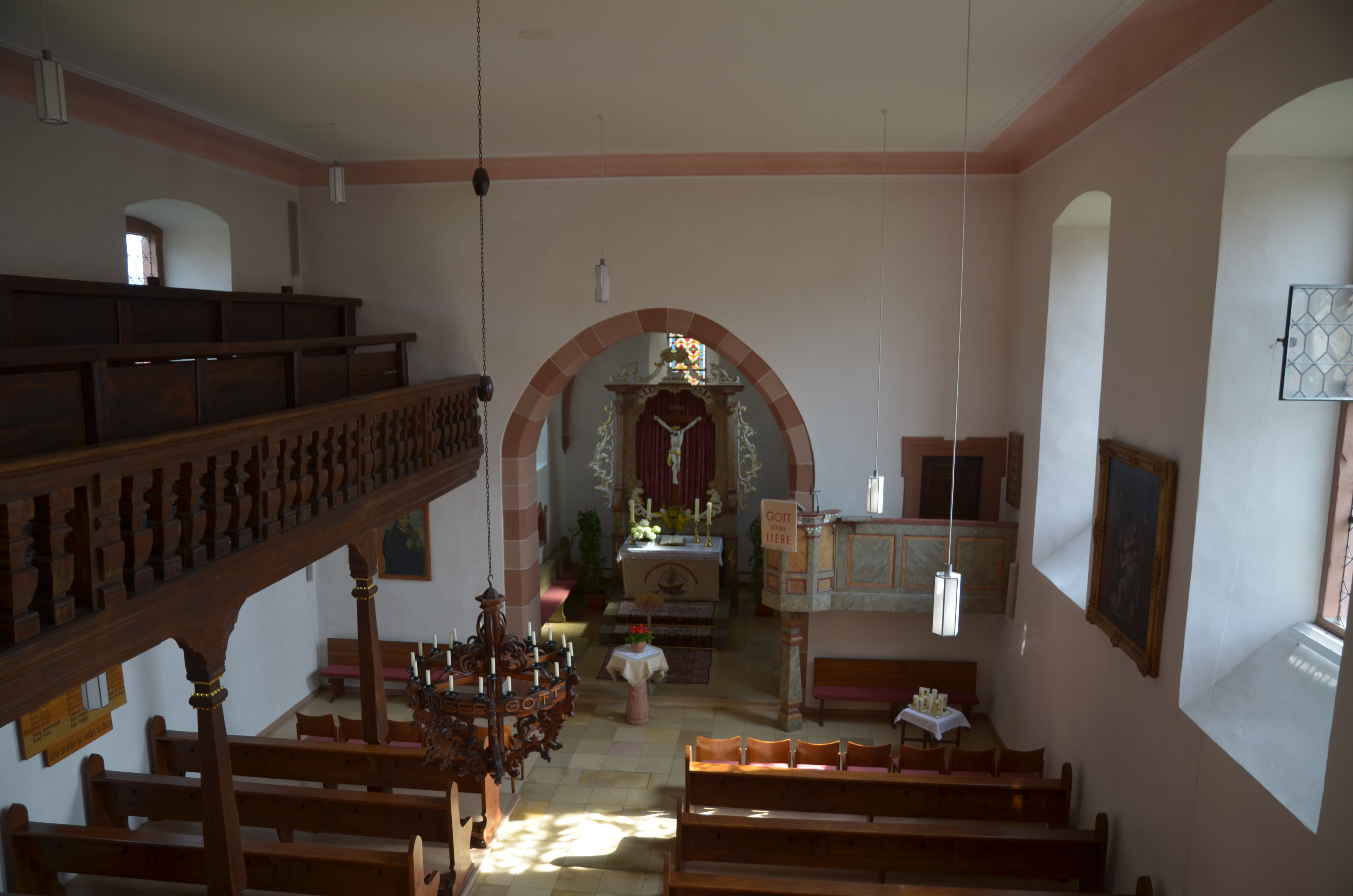
Inneres der Kirche

Die evangelisch-lutherische Pfarrkirche St. Jakobus ist die Dorfkirche von Mittelsinn im unterfränkischen Landkreis Main-Spessart. Die Kirche gehört zu den Baudenkmälern von Mittelsinn und ist zusammen mit der Kirchhofmauer unter der Nr. D-6-77-159-4 in der Bayerischen Denkmalliste registriert. Die Pfarrei Mittelsinn, der auch Obersinn und Aura im Sinngrund angehören, ist Teil des Dekanats Lohr am Main.

## Geschichte
Die Reformation wurde in Mittelsinn um das Jahr 1564 eingeführt. Ältester Bauteil der Kirche ist das Untergeschoss des Kirchturms aus dem 14. Jahrhundert; das Obergeschoss wurde im Jahr 1592 aufgesetzt. Das Langhaus entstand im Jahr 1734.

## Beschreibung
Der Chorturm erhebt sich östlich des Langhauses. Er besitzt ein spitzes Dach und an jeder Seite je zwei kleine spitzbogige Schallfenster. Der Chorraum ist mit einem Kreuzrippengewölbe versehen und hat nach jeder Seite ein spitzbogiges Fenster. An der Südseite des Chores ist die Sakristei angebaut. Das flachgedeckte Langhaus hat vier Fensterachsen. Die Fenster sind Segmentbögen. Westlich des Langhauses befindet sich ein niedrigerer und schmälerer Vorbau.

## Ausstattung
Der Altar im Chorraum ist mit einem Kruzifix ausgestattet. An der nördlichen Wand des Chorraums erkennt man eine Sakramentsnische. Die Kanzel ist rechts neben dem Chorbogen angebracht. Links neben dem Chorbogen hängt ein Gemälde Martin Luthers. Der Taufstein steht mittig vor dem Chorbogen. In das Langhaus ist eine L-förmige Empore eingebaut, die die nördliche und die westliche Wand einnimmt. An ihrer Westseite ist die Orgel aufgestellt.